# Dolichurus maculicollis
Dolichurus maculicollis är en  stekelart som beskrevs av Kazuhiko Tsuneki 1967. Dolichurus maculicollis ingår i släktet Dolichurus och familjen Ampulicidae. Inga underarter finns listade i Catalogue of Life.